# Tali Lennox
Tali Lennox (nacida Tali Lennox Fruchtmann; 9 de febrero de 1993) es una artista, modelo y actriz británica, que solía trabajar para Topshop y Burberry. En 2014 dejó de centrarse tanto por el modelaje y más por la pintura. Es la hija de la cantante escocesa, Annie Lennox y el productor israelí Uri Fruchtmann, y es hermana de Lola Lennox.

## Carrera
En primavera de 2011 trabajó para varias casas de moda, incluyendo Acne Studios, Christopher Kane, Prada, y Miu Miu. En septiembre de 2012, se mudó a  Nueva York, donde tomó clases de actuación en 2013 junto a Susan Batson como su profesora.